# Güinope
Güinope is een gemeente (gemeentecode 0705) in het departement El Paraíso in Honduras.

## Bevolking
De bevolking is als volgt verdeeld:
| Vrouwen | 4445 | 49,7% |
| Mannen  | 4504 | 50,3% |

## Dorpen
De gemeente bestaat uit tien dorpen (aldea), waarvan de grootste qua inwoneraantal: Güinope (code 070501)  en Galeras (070504).